# Don Fedderson
Don Fedderson (ur. 16 kwietnia 1913, zm. 18 grudnia 1994) – amerykański producent telewizyjny.

## Filmografia
- 1952: Life with Elizabeth
- 1957: Date with the Angels
- 1966: Family Affair
- 1971: The Smith Family

## Wyróżnienia
Posiada swoją gwiazdę na Hollywoodzkiej Alei Gwiazd.